# قطار سلطنتی کنیدین پسیفیک

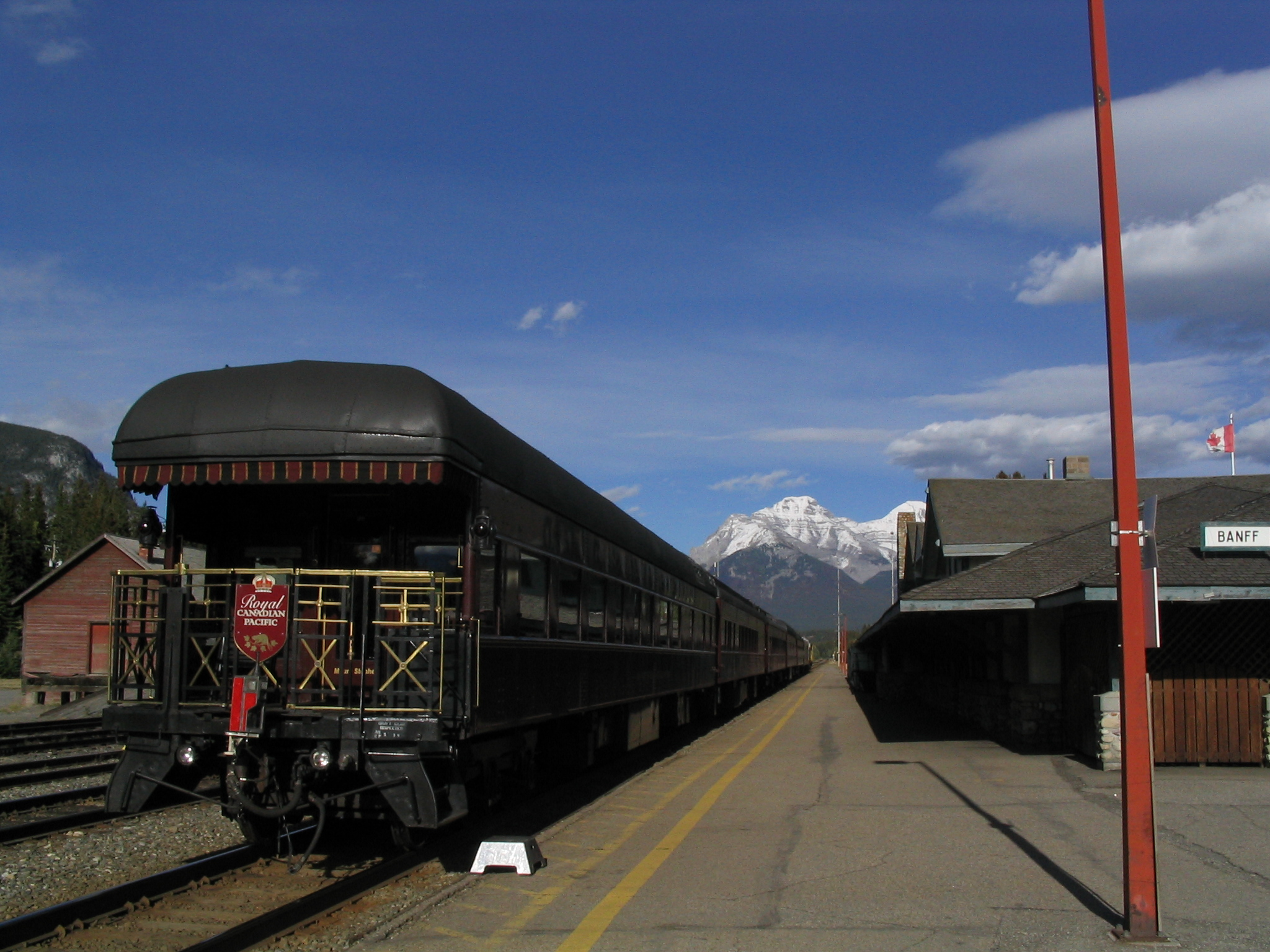

قطارسلطنتی کنیدین پسیفیک (به انگلیسی: Royal Canadian Pacific) یک قطار توریستی مشهور در کانادا است.

## ناوگان
کشنده (لوکوموتیو) قطار با قدرت ۱۷۵۰ اسب بخار، محصول سال ۱۹۵۱ شرکت جنرال موتورز است. واگنهای این قطار در سال ۱۹۲۶ در کانادا ساخته شده‌اند. این واگنهای تشریفاتی با وجود داشتن اندازه‌های طبیعی (۳۲۰*۴۵۰*۲۶۰۰ سانتیمتر) وزنی بسیار سنگین (هریک حدود ۹۰ تن) دارند که عمدتاً به دلیل نوع تزئینات داخلی آنهاست. این واگنها طی سالها بارها مورد بازسازی قرارگرفته‌اند.

## گشت
گشت این قطار گردشگری در مسیر ۱۰۵۰ کیلومتری اجرا شده و به مدت ۶ روز و پنج شب به طول می‌انجامد. بخش عمده‌ای از این خط سیر در سالهای پایانی قرن نوزدهم ساخته شده و دارای جاذبه‌های گردشگری شامل، عبور از رودخانه‌ها و پارکهای حیات وحش و کوهها و گردنه‌های پیچ در پیچ راکی است. جالب‌ترین نقطه سفر، پرت شدن طبیعی بوفالوها در هنگام کوچ سالانه از پرتگاه مک‌لود است.

## مسافران مشهور
معروفترین کسانی که با این قطار سفر کرده‌اند، ملکه الیزابت و لرد ادینبرو (۱۹۵۱)، وینستون چرچیل و خانواده‌اش(۱۹۴۳) و مکنزی کینگ (۱۹۴۳) بوده‌اند.